# Agnès Gayraud
Pour les articles homonymes, voir Gayraud.
Agnès Gayraud (née le 19 février 1979 à Tarbes) est une philosophe, journaliste et auteure-compositrice-interprète française. Elle est la fondatrice du projet musical La Féline.

## Biographie
Née à Tarbes, Agnès Gayraud étudie la littérature au lycée Théophile-Gautier. En 1997, elle intègre la classe d'hypokhâgne puis de khâgne au lycée Pierre-de-Fermat à Toulouse. Normalienne, elle rejoint l'École normale supérieure et l'université Paris-Sorbonne en 2000.
Agrégée de philosophie, Agnès Gayraud est lauréate de la Bourse de la Fondation Thiers remise par l'Institut de France en 2008. En 2010, diplômée d'un doctorat en histoire de la philosophie, elle est l'auteure de la thèse La Critique de la subjectivité et de ses figures chez T. W. Adorno soutenue à l’université Paris-Sorbonne. La même année, elle obtient une bourse d’excellence de l’université de Montréal.

## Carrière professionnelle
Attachée temporaire d'enseignement et de recherche (ATER) à l'université Paris-Sorbonne jusqu'en 2011, elle exerce une année au département littérature de l'université Stanford en Californie. Après avoir été professeure d'esthétique à l'École nationale d'art de la Villa Arson à Nice, elle devient enseignante théorique, des arts plastiques et de création textuelle à École nationale supérieure des beaux-arts de Lyon.
Journaliste, elle entretient sa plume critique dans les pages « Culture » du quotidien Libération où elle décortique principalement la musique pop. Elle est également auteure pour la rubrique littérature de Philosophie Magazine. En 2018, elle publie un essai philosophique sur la musique populaire enregistrée, Dialectique de la pop aux éditions La Découverte / La rue musicale, collection "Culture sonore".
Agnès Gayraud alimente régulièrement un blog personnel de réflexion sur la musique nommé « Moderne, c'est déjà vieux ».

## La Féline
En 2008, d'abord en trio puis accompagnée de Xavier Thiry au synthétiseur, musicien de Hello Kurt, Agnès Gayraud au chant, à la guitare, à l’écriture et à la composition se mue en La Féline. Le projet musical tire son nom de La Féline, film d’horreur du réalisateur français Jacques Tourneur, sorti sur les écrans en 1942.
Entre 2009 et 2012, le duo édite différents EP sur le Label Balades sonores, dont Écho composé de reprises. Le premier album de la formation, Adieu l'enfance est publié chez Kwaidan Records, le label de Marc Collin en novembre 2014.
La Féline sort un deuxième album en 2017, Triomphe,. Un troisième album est sorti en 2019, Vie future. Le dernier album en date, Tarbes, est sorti en 2022.

## Discographie
- 2009 : La Féline (EP)
- 2009 : Cent mètres de haut, Le Label Balades Sonores (EP)
- 2011 : Echo, Le Label Balades Sonores (EP)
- 2011 : Wolf & Wheel, Le Label Balades Sonores
- 2012 : Wolf & Wheel / Echo, Le Label Balades Sonores (EP)
- 2014 : Adieu l'enfance, Kwaidan Records (EP)
- 2014 : Adieu l'enfance, Kwaidan Records
- 2017 : Triomphe, Kwaidan Records / Studio !K7
- 2018 : Royaume (avec Mondkopf et Laetitia Sadier), EP, Kwaidan Records / Studio !K7
- 2019 : Vie future, Kwaidan Records / Studio !K7
- 2022 : Tarbes, Kwaidan Records / Idol / Kuroneko